# 緋采俊樹
緋采 俊樹（ひさい としき、Toshiki Hisai、9月22日 - ）は、日本の漫画家。東京都府中市在住。米原秀幸のアシスタント出身（弟子）で、人情味のあるストーリーとテンポの良いギャグが持ち味。主に『週刊少年チャンピオン』（秋田書店）誌上で作品を発表している。代表作は『ゲッチューまごころ便』。
ペンネームから男性と思われがちだが、実は女性である。

## 概要・人物
「週刊少年チャンピオン新人まんが賞」の第44回（1995年上期）・奨励賞、第46回（1996年上期）・佳作を獲得し、1996年に『ゲッチュー!お届けマン』で漫画家としてデビューした。1998年からの初連載作品『ゲッチューまごころ便』が長期連載となり、代表作にもなった。
2003年の『ひもろぎ守護神』連載終了から2010年の『MOB 〜私立宝蔵学園萌え部〜』連載開始までの約7年間、漫画を連載しておらず、公式ホームページについては更新が無いまま閉鎖されてしまっていた。
『週刊少年チャンピオン』の創刊40周年記念企画で、数々の過去の名作が読み切り作品で掲載されている中で、『ゲッチューまごころ便』も2009年36・37合併号に掲載され、実に6年ぶりの新作発表となった。このときの作者のコメントで「絵自体久しぶりに描いた」と発言していることから、正式なアナウンスは無いものの、漫画家としての一線からは遠のいていたことがうかがえた。なお、この新作はオールデジタルで描かれ、この掲載時に「また会えるように」と前向きなコメントを残した。
コメント等から師匠と同じように、弟子（アシスタント）想いな人物である一面が窺える。スタジオ・ライス（米原秀幸）のアシスタントの頃は「ピチプン」の愛称だった。

## 作品リスト

### 漫画
※各個別についての詳細はそれぞれの項目を参照のこと。すべて『週刊少年チャンピオン』掲載。

#### 連載作品
- ゲッチューまごころ便（1998年36号 - 2001年49号、全17巻）
- ひもろぎ守護神（2002年34号 - 2003年36+37号、全5巻）
- MOB 〜私立宝蔵学園萌え部〜（2010年31号 - 40号、全1巻）

#### 読み切り作品
- ゲッチュー!お届けマン（1996年45号掲載） ※『ゲッチューまごころ便』第17巻に収録。
- ゲッチューまごころ便 （2009年36+37号掲載） ※『週刊少年チャンピオン40th 創刊40周年記念特別編集』（2010年2月8日発売、ISBN 978-4-253-10200-1）及び、『MOB 〜私立宝蔵学園萌え部〜』単行本に収録。

※単行本は『MOB 〜私立宝蔵学園萌え部〜』を除き、2011年現在すべて絶版になっている。

## 師匠
- 米原秀幸 - 『ゲッチューまごころ便』の第1巻刊行を祝福し、主人公・紅男のイラスト（米原バージョン）とコメントを寄せている。また本人もHPやコミックスなど随所で尊敬の意を表しており、良い師弟関係にある。